# 開興
開興（1232年正月—四月）是金哀宗的第二个年号。金哀宗使用的開興这个年号一共4個月。

## 改元
- 正大九年——正月十九日，改元開興。四月十四日，改元天興[2]

## 纪年對照表
| 開興 | 元年   |
| ---- | ------ |
| 公元 | 1232年 |
| 干支 | 壬辰   |

## 同期其他政权使用的年号
- 中國
  - 紹定（1228年－1233年）：宋—宋理宗趙昀之年號
  - 大同（1224年－1233年）：金時期—蒲鮮萬奴之年號
  - 仁壽（1227年－1238年）：大理—段智祥之年號
- 越南
  - 建中（1226年－1232年）：陳朝—陳太宗陳日煚之年號
- 日本
  - 寬喜（1229年－1232年）：後堀河天皇之年号
  - 貞永（1232年－1233年）：後堀河天皇之年号

## 深入閱讀
- 李崇智. . 北京: 中華書局. 2004年12月. ISBN 7101025129.
- 鄧洪波. . 臺北: 國立臺灣大學東亞經典與文化研究計劃. 2005年3月  [2022-01-04]. ISBN 9789860005189. （原始内容 (pdf)存档于2007-08-25）.

## 参看
- 中國年號索引

| 前一年號： 正大 | 金朝年号 | 下一年號： 天興 |